# أوغستو مونتانيو
سلفادور أوغوستو مونتانيو (بالإسبانية: Salvador Augusto Montaño؛ مواليد 25 أكتوبر 1984) هو مُقاتل فنون قتالية مختلطة مكسيكي.

## وصلات خارجية
- أوغستو مونتانيو على موقع شيردوغ (الإنجليزية)